# کوئول
کوئول (نام علمی: Dasyurus) یک سرده از کیسه‌داران گوشتخوار است و شامل ۶ گونه که بومی استرالیا و گینه نو هستند. نام کوئول ریشه در زبان‌های بومیان استرالیا دارد. پس از شیطان تاسمانی، کوئول‌ها بزرگ‌جثه‌ترین ستبردمان به شمار می‌روند. از ۶ گونه این حیوان چهار گونه بومی استرالیا و دو گونه بومی گینه نو هستند و دو گونه دیگر نیز در گذشته وجود داشته که از طریق فسیل‌های آن‌ها شناسایی شده‌اند.
کوئول‌ها گوشتخوارند و از پستانداران کوچک، پرندگان کوچک، قورباغه‌ها، مارمولک‌ها و حشرات تغذیه کرده و لاشه‌خواری هم می‌کنند. در حال حاضر در استرالیا صاریغ و خرگوش مهمترین منایع غذایی این حیوان هستند. طول عمر کوئول‌ها بین دو تا پنج سال است. جمعیت تمام گونه‌های کوئول با ورود اروپایی‌ها به استرالیا به شدت کاهش یافته و یکی از گونه‌ها کوئول شرقی در خاک اصلی استرالیا منقرض شده و فقط در جزیره تاسمانی باقی مانده است. معرفی گونه‌های مهاجم غیربومی مثل وزغ نیشکر (که گوشت آن برای کوئول‌ها سمی است)، گربه و روباه که رقیب غذایی و شکارچی مستقیم کوئول‌ها و عامل انقراض بسیاری از طعمه‌های کوئول هستند و توسعه شهرها از مهمترین خطراتی هستند که بقای نسل کوئول‌ها را تهدید می‌کنند.

## توصیف ظاهری

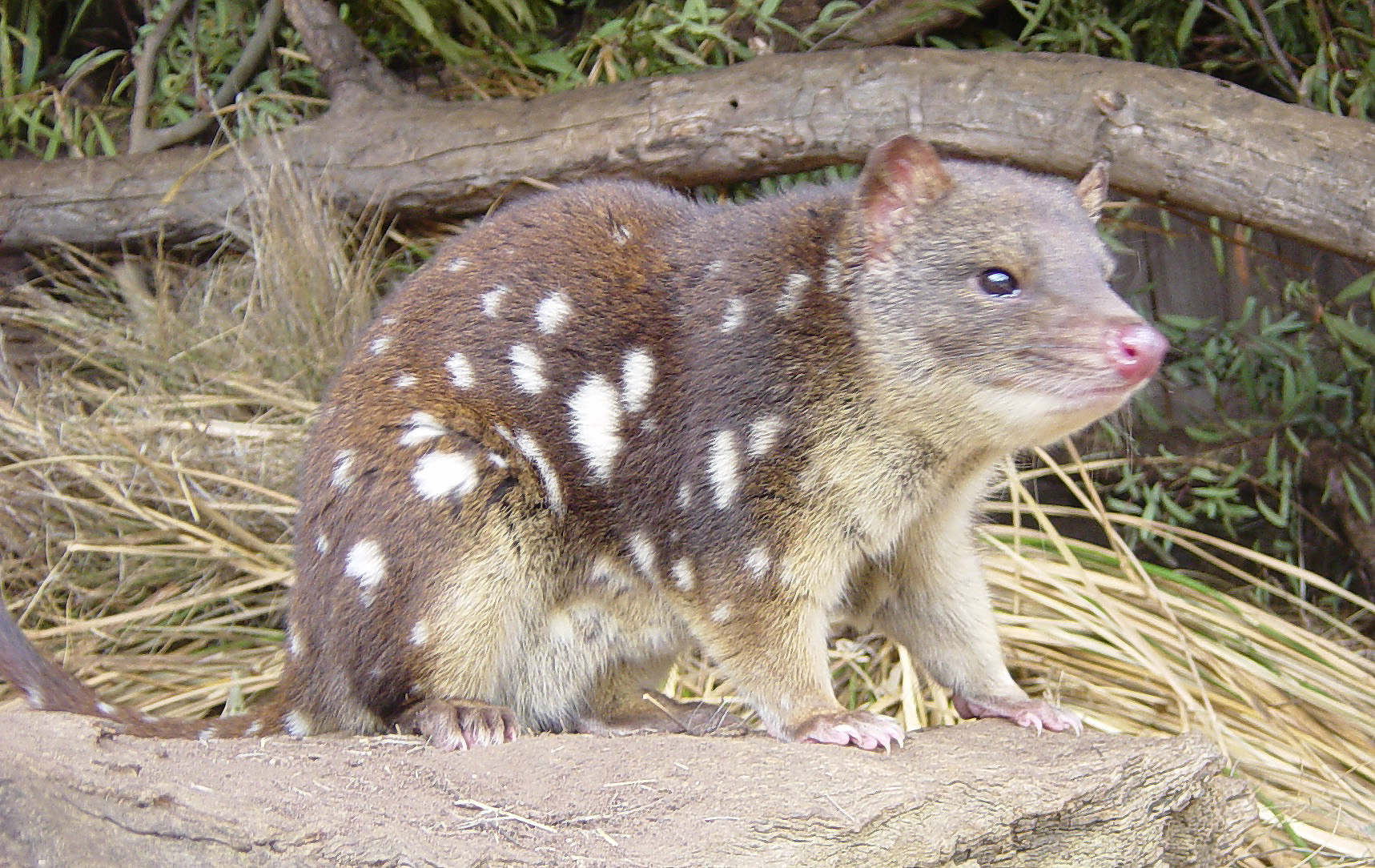
یک کوئول

رنگ پوست بدن این جانوران خاکستری تا قهوه‌ای و سیاه و بینی آن ها صورتی است و مشخصه همهٔ کوئول‌ها خال‌های سفیدی است که بر بدنشان قرار دارد. اندازه بدن (بی احتساب دم) میان ۲۵ تا ۳۵ سانتی متر در گونه‌های کوچکتر و ۷۵ سانتی‌متر در گونه‌های بزرگتری چون کوئول دم‌خالدار است. دم آن ها مودار بوده و طول آن بین 25 تا 35 سانتی متر است. وزن کوئول‌ها بین ۳۰۰ گرم تا ۷ کیلوگرم است و کوئول ببری بزرگ ترین و سنگین ترین آن ها و کوئول شمالی کوچک ترین و سبک ترین آن ها است. کوئول ها حیواناتی شبزی هستند که بیشتر روز را در لانه خود بسر می‌برند. زندگی انفرادی دارند و فقط در فصل جفت‌گیری روابط اجتماعی کمی برقرار می‌کند. ماده‌ها در هر زایمان ۱۸ بچه به دنیا می‌آورند اما فقط شش بچه زنده می‌مانند چرا که کیسه شکمی آن‌ها ۶ نوک پستان دارد.
طول عمر در این حیوانات در طبیعت بین 2 تا 5 سال بوده و گونه های بزرگ تر عمر بیشتری دارند.

## گونه‌ها
- کوئول برنزی (D. spartacus) تنها پستانداری است که در منطقه ترنس‌فلای در جنوب گینه نو زندگی می‌کند اما در شمال استرالیا حضور ندارد. نزدیک ترین خویشاوند آن کوئول غربی است و این دو حیوان بعد از جدا شدن استرالیا و گینه نو از هم به دو گونه متفاوت تبدیل شدند.
- کوئول گینه نو در بیشتر نقاط گینه نو در مناطقی با ارتفاع هزار متر و جزیره یاپان حضور دارد اما در مناطق پست جنوب و شرق یافت نمی‌شود.[۲]
- کوئول غربی (D. geoffroii) بومی جنوب و مرکز استرالیا و ویتبلت در غرب استرالیا. در گذشته در ۷۰ درصد خاک استرالیا حضور داشت.
- کوئول شرقی (D. viverrinus) در خاک اصلی استرالیا منقرض شده و آخرین بار در دهه ۱۹۶۰ مشاهده شد. در تاسمانی همچنان حضور دارد و دومین پستاندار بزرگ گوشتخوار بومی پس از شیطان تاس مانی است.
- کوئول دم‌خالدار یا کوئول ببری که در جنوب شرقی استرالیا حضور دارد.
- کوئول شمالی تا یک قرن پیش در تمام یک‌سوم شمالی استرالیا حضور داشت اما اکنون محدود به مناطق صخره‌ای و پرباران است و در برخی جزایر کوچک شمال استرالیا هم فراوان است.